# 34. století př. n. l.
35. století př. n. l. – 34. století př. n. l. – 33. století př. n. l.

## Kultury, trendy
- Naqadská kultura v Egyptě.
- V pozdním období Uruku se objevuje archaická forma klínového písma.

## Známé postavy
- 3322 př. n. l. – narodil se Fu Hsi, legendární vládce Číny (podle Jamese Legge).